# Форчун (Ньюфаундленд і Лабрадор)
Форчун (англ. Fortune) — містечко в Канаді, у провінції Ньюфаундленд і Лабрадор.

## Населення
За даними перепису 2016 року, містечко нараховувало 1401 особу, показавши скорочення на 2,8 %, порівняно з 2011 роком. Середня густина населення становила 25,5 осіб/км².
З офіційних мов обома одночасно володіли 25 жителів, тільки англійською — 1375. Усього 5 осіб вважали рідною мовою не одну з офіційних.
Працездатне населення становило 46,7 % усього населення, рівень безробіття — 17 % (21,1 % серед чоловіків та 12,7 % серед жінок). 92 % осіб були найманими працівниками, а 7,1 % — самозайнятими.
Середній дохід на особу становив $35 950 (медіана $24 352), при цьому для чоловіків — $47 626, а для жінок $24 293 (медіани — $32 240 та $19 904 відповідно).
22,1 % мешканців мали закінчену шкільну освіту, не мали закінченої шкільної освіти — 44,2 %, 33,8 % мали післяшкільну освіту, з яких 6,2 % мали диплом бакалавра, або вищий.
| Статево-вікова структура населення | Статево-вікова структура населення | Статево-вікова структура населення | Статево-вікова структура населення | Статево-вікова структура населення |
| ---------------------------------- | ---------------------------------- | ---------------------------------- | ---------------------------------- | ---------------------------------- |
|                                    |                                    |                                    |                                    |                                    |
| Всього                             | Всього                             | 49,3%50,7%                         |                                    |                                    |
| 0 — 14 років                       | 0 — 14 років                       |                                    | 13,2%                              | 13,2%                              |
| 15 — 64 років                      | 15 — 64 років                      |                                    | 59,3%                              | 59,3%                              |
| 65 і більше                        | 65 і більше                        |                                    | 27,5%                              | 27,5%                              |
| 85 і більше                        | 85 і більше                        |                                    | 1,8%                               | 1,8%                               |
| Середній вік (років)               | Середній вік (років)               | 47,747,6                           | 47,6                               | 47,6                               |
| Медіана (років)                    | Медіана (років)                    | 52,451,7                           | 52,0                               | 52,0                               |
| — чоловіки — жінки                 |                                    |                                    |                                    |                                    |

| Походження мешканців:     | Походження мешканців:     | Походження мешканців: | Походження мешканців: | Походження мешканців: |
| ------------------------- | ------------------------- | --------------------- | --------------------- | --------------------- |
| Походження                |                           |                       | осіб                  | %                     |
| Корінні американці        | Корінні американці        |                       | 75                    | 5.34%                 |
| Інше північноамериканське | Інше північноамериканське |                       | 1 015                 | 72.24%                |
| Європейське               | Європейське               |                       | 520                   | 37.01%                |
| британське                | британське                |                       | 495                   | 35.23%                |
| французьке                | французьке                |                       | 75                    | 5.34%                 |
| Африканське               | Африканське               |                       | 10                    | 0.71%                 |

| Зайнятість населення за галузями (за класифікацією NOC): | Зайнятість населення за галузями (за класифікацією NOC): | Зайнятість населення за галузями (за класифікацією NOC): | Зайнятість населення за галузями (за класифікацією NOC): | Зайнятість населення за галузями (за класифікацією NOC): |
| -------------------------------------------------------- | -------------------------------------------------------- | -------------------------------------------------------- | -------------------------------------------------------- | -------------------------------------------------------- |
|                                                          |                                                          |                                                          |                                                          |                                                          |
| Управління                                               | Управління                                               |                                                          | 6,3%                                                     | 6,3%                                                     |
| Бізнес, фінанси та адміністрування                       | Бізнес, фінанси та адміністрування                       |                                                          | 11,7%                                                    | 11,7%                                                    |
| Природничі та прикладні науки                            | Природничі та прикладні науки                            |                                                          | 2,7%                                                     | 2,7%                                                     |
| Охорона здоров'я                                         | Охорона здоров'я                                         |                                                          | 5,4%                                                     | 5,4%                                                     |
| Освіта, правозахист, муніципальні та урядові служби      | Освіта, правозахист, муніципальні та урядові служби      |                                                          | 16,2%                                                    | 16,2%                                                    |
| Роздрібна торгівля та послуги                            | Роздрібна торгівля та послуги                            |                                                          | 18%                                                      | 18%                                                      |
| Гуртова торгівля, транспорт та обладнання                | Гуртова торгівля, транспорт та обладнання                |                                                          | 21,6%                                                    | 21,6%                                                    |
| Природні ресурси, сільське господарство                  | Природні ресурси, сільське господарство                  |                                                          | 11,7%                                                    | 11,7%                                                    |
| Виробництво                                              | Виробництво                                              |                                                          | 8,1%                                                     | 8,1%                                                     |

## Клімат
Середня річна температура становить 5,2 °C, середня максимальна — 18,3 °C, а середня мінімальна — −8,3 °C. Середня річна кількість опадів — 1415 мм.
| Клімат поселення                              | Клімат поселення | Клімат поселення | Клімат поселення | Клімат поселення | Клімат поселення | Клімат поселення | Клімат поселення | Клімат поселення | Клімат поселення | Клімат поселення | Клімат поселення | Клімат поселення | Клімат поселення |
| Показник                                      | Січ.             | Лют.             | Бер.             | Квіт.            | Трав.            | Черв.            | Лип.             | Серп.            | Вер.             | Жовт.            | Лист.            | Груд.            |                  |
| Середній максимум, °C                         | 0,27             | −0,57            | 1,78             | 6,04             | 10,27            | 14,43            | 16,75            | 18,26            | 15,34            | 10,57            | 6,27             | 2,00             |                  |
| Середня температура, °C                       | −3,58            | −4,42            | −2,07            | 2,18             | 6,43             | 10,59            | 13,98            | 15,49            | 12,58            | 7,80             | 3,52             | −0,77            |                  |
| Середній мінімум, °C                          | −7,42            | −8,27            | −5,91            | −1,65            | 2,58             | 6,74             | 11,23            | 12,74            | 9,83             | 5,05             | 0,77             | −3,53            |                  |
| Норма опадів, мм                              | 129              | 119              | 113              | 107              | 104              | 107              | 91               | 94               | 121              | 141              | 153              | 136              |                  |
| Середньомісячна швидкість вітру, м/с          | 9.13             | 8.46             | 7.87             | 6.80             | 5.68             | 5.07             | 4.82             | 5.05             | 5.90             | 6.95             | 7.94             | 8.78             |                  |
| Середньомісячна сонячна радіація, кДж/м²·день | 3797             | 6578             | 10823            | 14337            | 17881            | 19318            | 18787            | 16223            | 12505            | 7559             | 4322             | 3073             |                  |
| --------------------------------------------- | ---------------- | ---------------- | ---------------- | ---------------- | ---------------- | ---------------- | ---------------- | ---------------- | ---------------- | ---------------- | ---------------- | ---------------- | ---------------- |
| Джерело:                                      |                  |                  |                  |                  |                  |                  |                  |                  |                  |                  |                  |                  |                  |